# Max Schlesinger
Max Schlesinger, magyarosan Schlesinger Miksa (Bécs, 1846. május 5. – Bécs, 1907. február 15.) osztrák újságíró, Sigmund Schlesinger testvéröccse.

## Életútja
Hírlapírói pályáját a Neues Wiener Tagblattnál kezdte, azután Pestre költözött és munkatársa lett a Pester Lloydnak és a Neues Pester Journalnak. Később Bécsbe visszatért és az ottani lapokba dolgozott. Szerkesztője volt (1893.) a Salonblattnak. Elsősorban a helyi és társadalmi eseményekről tudósított.